# 宗隆寺
宗隆寺（そうりゅうじ）は、神奈川県川崎市高津区溝口にある日蓮宗の寺院。かつての大山街道溝口宿の中心的な寺院で、隣接する溝口神社の別当でもあった。

## 概要
山号は興林山。旧本寺は大本山池上本門寺、旧寺格は紫金襴寺跡。池上中道不二庵法類の神楽坂法縁に属する。稲毛門中朗師講 の一である。
益子焼の陶芸家として第1回の人間国宝に認定された濱田庄司の墓がある。また、ヤクルトスワローズの選手である村上宗隆の名前と同名であることから、ファンが御朱印を求めに訪れる。

## 歴史
『新編武蔵風土記稿』に記された寺伝によれば、元は天台宗本立寺という古刹であった。明応5年（1496年）1月7日に時の住持・興林僧都が、千眼天王（帝釈天）から「日蓮宗に帰依（改宗）すべし」という夢告を得た。また同夜、当地の在郷領主・階方新左衛門宗隆も全く同じ夢告を得た。この奇瑞を重く受け止めた2人は、宗隆の菩提寺である長栄山本門寺に馳せ参じ8世日調に事の次第を告げた。興林僧都は日調の弟子となり「日濃」の名と祖師像一躯を与えられ、寺号も興林山宗隆寺と改めた。また一説には、興林僧都がこの地に巡錫した日調の教化に触れ改宗した、とも伝えられている。なお日濃は大変聡明で名高く、21歳の若さで「関東の知識」と讃えられたという。
祖師堂が建つ境内地の山は「薬師堂山」と呼ばれ、山中には千眼天王社（帝釈天を祀る社）・七面堂・鬼子母神堂・千部塚・第六天塚等があった。また境内には役僧や富士浅間社の社人の寮を有する他に塔頭4坊（法泉坊・本立坊・中正坊・仙光坊）を擁し、溝ノ口村全域の社（赤城社・稲荷社・番神堂・諏訪社・伊勢宮・上屋敷稲荷社・下屋敷稲荷社）の別當寺として祭祀を司るなど、橘樹郡でも有数の大寺であった。またその寺格の高さから、江戸時代の住持である17・20・26世は長興山本行院に栄晋し、司務職として長興山妙本寺を総理統監した。

## 伽藍・境内
本堂
昭和36年（1961年）建立。
祖師堂
興林僧都日濃が日調より授けられた祖師像が奉安されている。毎年10月21日に営まれる御会式では、盛大な万灯練り行列が行われる。
山門
明和4年（1767年) 建立。山内最古の建築物である。
芭蕉の句碑
「世を旅に代かく小田の行きもどり」　文政12年（1829年）4月12日に建てられた句碑。
濱田庄司の墓
陶芸家（人間国宝・文化勲章受章者）

## 歴代住持
| 歴代      | 法号 （俗姓・道号）       | 命日（享年［数え年］）             | 経歴 |
| --------- | ------------------------- | ---------------------------------- | --- |
| 改宗 開山 | 大運阿闍梨日調 （狩野氏） | 文亀元年（1501年）10月8日（74歳）  | 大本山 長栄山本門寺（東京都大田区池上） 8世 本山 長興山妙本寺（神奈川県鎌倉市大町） 8世 栄久山光福寺（千葉県いすみ市大野） 開山 法受山妙厳寺（千葉県夷隅郡大多喜町） 開山 熊野山妙光寺（千葉県夷隅郡大多喜町） 開山 経王山浄宗寺（千葉県夷隅郡大多喜町） 開山 八声山調顕寺（千葉県夷隅郡大多喜町） 開山 妙福山妙提寺（千葉県勝浦市市野川） 開山 高運山法蓮寺（千葉県勝浦市鵜原） 開山 井立山妙田寺（静岡県沼津市井田） 開山 妙法山蓮華寺（静岡県沼津市戸田） 開山 妙高山栄源寺（静岡県伊豆市小土肥） 開山 |
| 開山      | 興林僧都日濃              | 天正元年（1573年）8月8日（95歳）   | |
| 2世       | 随理院日順                | 3月8日                             | |
| 3世       | 樹法院日栄                | 5月6日                             | |
| 4世       | 体名院日宗                | 6月9日                             | |
| 5世       | 妙行院日詳                | 6月7日                             | |
| 6世       | 妙泉院日舜                | 寛永3年（1626年）3月27日           | |
| 7世       | 慈門院日大                | 9月11日                            | |
| 8世       | 舜能院日能                | 慶長17年（1612年）1月26日          | |
| 9世       | 忠禅院日淵                | 正保3年（1646年）4月14日           | |
| 10世      | 明祇院日道                | 4月14日                            | |
| 11世      | 理現院日儀                | 元禄5年（1692年）11月17日          | |
| 12世      | 随応院日元                | 寛文13年（1673年）7月17日          | |
| 13世      | 清浄院日珠                | 元禄2年（1689年）1月13日           | |
| 14世      | 覚性院日台                | 貞享2年（1685年）12月19日（41歳）  | |
| 15世      | 慈性院日修                | 宝永8年（1711年）3月23日           | |
| 16世      | 修禅院日清                | 享保18年（1733年）8月26日          | |
| 17世      | 本量院日達                | 元文4年（1739年）11月2日           | 長興山本行院（神奈川県鎌倉市大町） 24世・司務職 威光山法明寺（東京都豊島区南池袋） 24世 |
| 18世      | 久成院日皎                | 延享元年（1744年）3月15日          | |
| 19世      | 顕静院日観                | 天明3年（1783年）7月13日（90歳）   | 南谷檀林 朗慶山照栄院（東京都大田区池上） 29世能化 松ヶ崎檀林 松崎山本湧寺（京都府京都市左京区） 138世能化 玄性山妙雲寺（東京都大田区池上） 11世 |
| 20世      | 了解院日晋 (玄舜)         | 寛政11年（1799年）1月26日（68歳）  | 本山 龍水山海長寺（静岡県静岡市清水区） 37世 長興山本行院（神奈川県鎌倉市大町） 41世・司務職 南谷檀林 朗慶山照栄院（東京都大田区池上） 41世能化 東山檀林 妙慧山善正寺（京都府京都市左京区） 156世能化 |
| 21世      | 通圓院日性 (辨明)         | 天明8年（1788年）11月13日（67歳）  | 南谷檀林 朗慶山照栄院（東京都大田区池上） 38世能化 八正山妙長寺（千葉県市原市八幡） 16世 岸栄山妙蔵寺（埼玉県川口市安行領根岸） 24世 長陽山宗信寺（埼玉県川口市上青木） 16世 八幡山法蓮寺（東京都品川区旗の台） 13世 不変山永寿院（東京都大田区池上） 13世 |
| 22世      | 禅解院日保                | 文化14年（1817年）6月21日          | 東山檀林 妙慧山善正寺（京都府京都市左京区） 222世能化 |
| 23世      | 領寿院日桂                |                                    | |
| 24世      | 大静院日迵 (義秀)         | 弘化4年（1847年）4月16日（81歳）   | 本山 真間山弘法寺（千葉県市川市真間） 51世 飯高檀林 妙雲山飯高寺（千葉県匝瑳市飯高） 261世能化 月光山妙満寺（新潟県刈羽郡刈羽村） 13世 平等山法田寺（神奈川県川崎市中原区） 11世 |
| 25世      | 究静院日求                | 文政2年（1819年）8月28日           | |
| 26世      | 常什院日善                | 天保15年（1844年）5月7日           | 長興山本行院（神奈川県鎌倉市大町） 56世・司務職 |
| 27世      | 妙義院日敬                | 明治2年（1869年）3月10日           | |
| 28世      | 嶺明院日輳                | 明治14年（1881年）4月19日（52歳）  | 鎮護山善國寺（東京都新宿区神楽坂） 23世 |
| 29世      | 澄寿院日容                | 明治25年（1892年）12月24日（47歳） | |
| 30世      | 大慈院日珖 (今村随順)     | 大正11年（1922年）6月19日（70歳）  | 本山 寂光山龍口寺（神奈川県藤沢市片瀬） 6世 玄立山妙高寺（東京都世田谷区北烏山） 24世 実相山蓮長寺（東京都品川区南品川） 39世 妙祐山理境院（東京都大田区池上） 47世 長栄山南之院（東京都大田区池上） 46世 |
| 31世      | 信明院日静 (伊藤存隆)     | 大正4年（1915年）12月5日（34歳）   | |
| 32世      | 大秀院日貢 (龍門通存)     | 昭和15年（1940年）1月4日（54歳）   | 正寿山長導寺（神奈川県横浜市神奈川区） 歴世 經力山妙音寺（神奈川県横浜市南区） 歴世 |
| 33世      | 一實院日永 (嶋田堯存)     | 平成5年（1993年）3月1日（90歳）    | 梅本山常與寺（千葉県流山市流山） 23世 鎮護山善國寺（東京都新宿区神楽坂） 32世 |
| 34世      | 瑞應院日孝 (嶋田一信)     | 令和元年（2019年）1月10日（91歳）  | 慈雲山常栄寺（神奈川県鎌倉市大町） 歴世 |
| 35世      | (嶋田一乗)                |                                    | 慈雲山常栄寺（神奈川県鎌倉市大町） 歴世 |

## 交通
- JR南武線武蔵溝ノ口駅・東急田園都市線溝の口駅から徒歩5分
- 第三京浜道路京浜川崎ICから車で8分

## 近隣施設
- 溝口神社 … 宗隆寺が別當を務めた赤城社　徒歩で約1分
- 秋興山淨元寺　徒歩で約8分
- 洗足学園音楽大学　車で約7分
- 川崎市営 緑ヶ丘霊園　車で約7分

## 脚註
1. ↑  元は平僧寺跡であったが、大正11年8月1日に永代紫金襴寺跡昇進の披露が行われた旨が稲毛門中朗師講の記録に記されている。
2. ↑  武蔵国橘樹郡稲毛領に点在する大本山池上本門寺の直末6ヶ寺（法言山安立寺・龍燈山善立寺・初香山本遠寺・秋興山淨元寺・興林山宗隆寺・法性山圓融寺）の総称。
3. ↑  常住院とも号した。
4. ↑  長興山妙本寺並びに長栄山本門寺は、昭和16年（1941年）まで一人の住職が二ヶ寺を管理する「両山一首制」によって護持されていた。本門寺創建から安土桃山時代までの約300年間は妙本寺を本拠地として貫首が在山したが、天正19年（1591年）両山12世・佛乗院日惺が徳川家康の江戸入府に伴い本門寺に本拠を遷した。この為、貫首不在となった妙本寺には別当職に相当する「司務職」を置き妙本寺全山を総理統監させた。なお歴代司務職には妙本寺本院・本行院の住職が就任する慣わしとなった。
5. ↑  南谷檀林時代には日義と号した。
6. ↑  他寺在山中には「大解院」と号した。
7. ↑  比企谷司務職時代には「常住院」と号した。
8. ↑  「稲毛門中朗師講記録」では「存龍」となっている。
9. ↑  森祥太郎 (2022年9月20日). “宗隆寺住職がヤクルト・村上宗隆に６０発エール　燕党新聖地、しかも所在地は高津区”. サンスポ:  p. 2 2022年9月20日閲覧。